# Arktisches und Antarktisches Forschungsinstitut
Das Arktische und Antarktische Forschungsinstitut (russisch Арктический и антарктический научно-исследовательский институт, ААНИИ, Arktitscheski i antarktitscheski nautschno-issledowatelski institut, AANII) ist ein 1920 gegründetes Forschungsinstitut in Sankt Petersburg, Russland, das sich der Erforschung der Polarregionen verschrieben hat.
Während seiner Geschichte hat das Institut mehr als 1000 Arktisexpeditionen unternommen. Es organisierte außerdem die Sowjetische Antarktis-Expedition ab 1956, die u. a. die bekannten Antarktisstationen Mirny und Wostok einrichtete.

## Leiter
- 1920–1930, 1932–1938: Rudolf Lasarewitsch Samoilowitsch
- 1930–1932: Otto Juljewitsch Schmidt
- 1938–1939: Pjotr Petrowitsch Schirschow
- 1939: Jewgeni Konstantinowitsch Fjodorow
- 1940–1941: Jakow Solomonowitsch Libin
- 1941–1942: Leonid Leonidowitsch Balakschin
- 1942: Semjon Wenekdiktowitsch Slawin
- 1942–1947: Wiktor Charlampijewitsch Buinizki
- 1947–1950: Wassili Semjonowitsch Antonow
- 1950–1960: Wjatscheslaw Wassiljewitsch Frolow
- 1960–1981: Alexei Fjodorowitsch Trjoschnikow
- 1981–1992: Boris Andrejewitsch Krutskich
- 1992–2017: Iwan Jewgenjewitsch Frolow
- 2017–: Alexander Sergejewitsch Makarow